# Riesi (vino)
Riesi è una DOC istituita con decreto del 24/07/09 pubblicato sulla G.U. 13/08/09 n° 187.
Comprende vini prodotti nei comuni di Riesi, Butera, Mazzarino, tutti in provincia di Caltanissetta.

## I vini della DOC
- Riesi rosso
- Riesi rosso novello
- Riesi rosato
- Riesi bianco
- Riesi spumante
- Riesi vendemmia tardiva
- Riesi rosso superiore
- Riesi rosso superiore riserva
- Riesi Insolia
- Riesi Chardonnay
- Riesi Nero d'Avola
- Riesi Cabernet Sauvignon
- Riesi Merlot
- Riesi Syrah

## Tecniche di produzione
I nuovi impianti ed i reimpianti dovranno essere allevati ad alberello o a controspalliera ed avere una densità di 4.000 ceppi/ettaro per i vitigni a bacca rossa e di 3200 ceppi/ettaro per quelli a bacca gialla.
È vietata ogni pratica di forzatura, ma consentita l'irrigazione di soccorso.
Tutte le operazioni di vinificazione debbono essere effettuate nella zona DOC.